# Hubert Bellis
Pour les articles homonymes, voir Bellis (homonymie).
Hubert Bellis, né à Bruxelles le 6 janvier 1831 et mort à Schaerbeek le 16 avril 1902, est un artiste peintre et peintre décorateur belge. Il réalise principalement des natures-mortes et surtout des compositions florales.

## Biographie

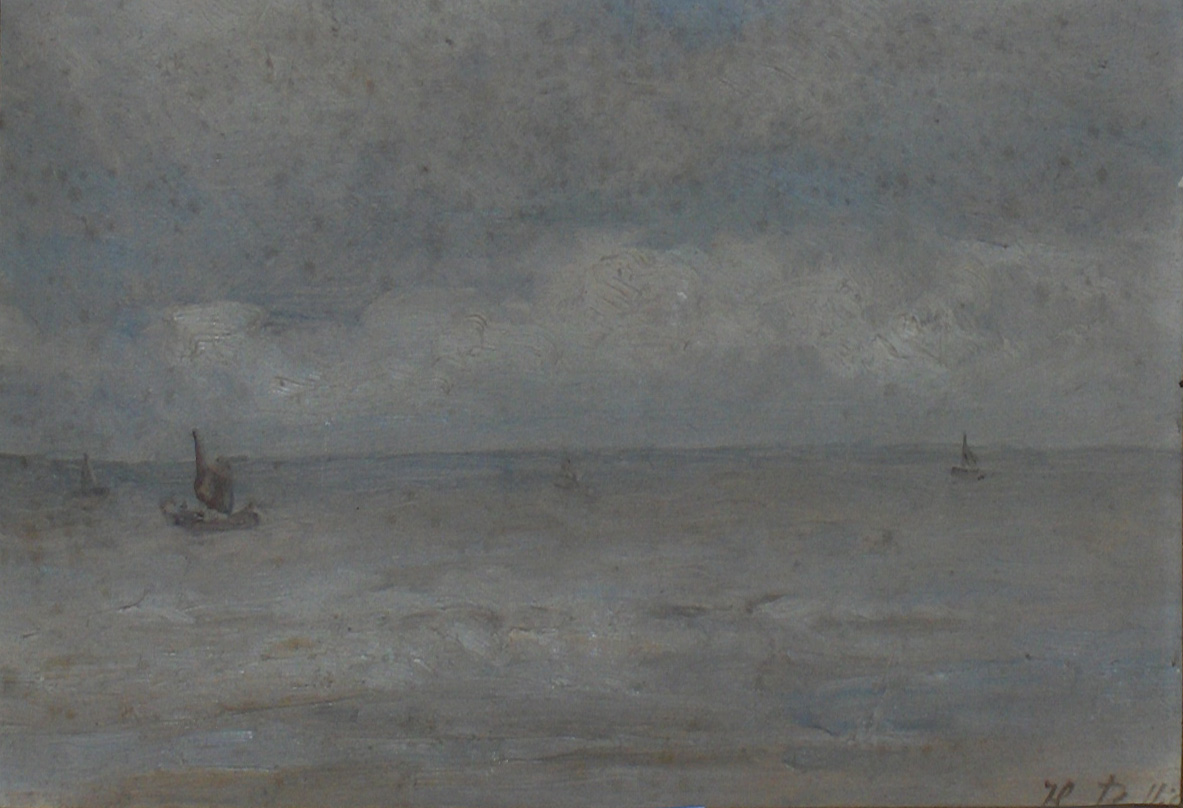
Marine.

Josse-Lambert (Hubert) Bellis, né à Bruxelles le 6 janvier 1831 est le fils de Jean Lambert Bellis et de Jeanne Marie Possé (ou Gossé). Il s'est marié avec Ernestine Josephine Haentjens
De 1846 à 1857, il étudie  à l'Académie royale des beaux-arts de Bruxelles où il est l'élève de François-Joseph Navez et de Henri de Coene.
Il s'installe comme peintre décorateur. En 1857, avec son frère Charles-Louis, peintre de paysages et de marines, il fonde une entreprise  au n° 31 du quai au Bois à Brûler à Bruxelles. Ils engagent comme décorateur Guillaume Vogels. C'est au premier étage de l'entreprise, qu'il crée en 1858 L'Effort, un atelier libre pour artistes peintres, où il devient lui-même élève, tout comme entre autres, Jean-Baptiste Degreef, un ami de Vogels.
Il fait d'abord des portraits, puis se fait connaître dès 1875 comme peintre de natures mortes, principalement de fleurs et de fruits. Il voyage beaucoup, tant en Belgique qu'à l'étranger, pour la réalisation de contrats liés à son entreprise.
Il appartient au mouvement réaliste et participe en 1875, à une exposition du cercle La Chrysalide , une association bruxelloise d'artistes regroupant de nombreux jeunes. Il y est en compagnie de Gustave Courbet, Jan Toorop et Guillaume Vogels. Il devient membre de la Chrysalide avec son frère Charles-Louis et participe aux quatre salons organisés par ce cercle artistique en 1876, 1877, 1878 et 1881.
En 1883, il effectue un voyage à Amsterdam en compagnie de James Ensor et de Guillaume Vogels. 
En 1886, il s'installe à Lissewege et plus tard à Heist.
En 1894, il est cofondateur du « Cercle artistique d’Ostende ». Le sculpteur Léon Mignon (1847-1898) réalise une statuette assise en bronze le représentant (47,5 x 34 x 24,5) qui est conservé à Bruxelles aux Musées Royaux et le peintre Maurice Jeannin fait son portrait conservé au Musée M de Louvain.
Á la fin de sa vie, il habite au n° 21 de la rue Van Dyck à Schaerbeek. Il meurt à Saint-Josse-ten-Noode le 16 avril 1902.
Ses œuvres sont présentes dans les musées suivants : Musée de Picardie d'Amiens, Stedelijk Museum (Amsterdam), Musée communal des beaux-arts d'Ixelles, Musée des beaux-arts de Liège, National Gallery of Victoria, Musée des Beaux-Arts et de la Céramique de Verviers, collection de la Chambre des Représentants (Bruxelles), collection communale de Schaerbeek et MuZEE d'Ostende.

## Œuvre
Ses premières réalisations sont plus conventionnelles, mais au fur et à mesure de l'évolution de sa carrière, il se libère des compositions surchargées et peint des natures-mortes sans ornements. Ces nouvelles compositions renforcent sa renommée. Il peint des roses, des géraniums ou des chrysanthèmes dans des pots bruns et sales, des oursins et crevettes fraîchement pêchés sur des simples assiettes, ou les restes d'une fête de carnaval.
Certaines de ses œuvres révèlent une grande richesse de coloris servie par une pâte onctueuse et une touche virtuose, tout en s'inspirant parfois pour la composition des schémas des natures mortes du XVIIe siècle.
- Nature morte aux melons, 1892, huile sur toile, 136 × 95 cm, Musée de la ville de Bruxelles, Maison du Roi[6]
- Chrysanthèmes, huile sur toile, 178 × 129 cm, Bruxelles, Musées royaux des beaux-arts de Belgique[7]
- Les Lendemains de carnaval, huile sur toile, 100 × 150 cm, Louvain, Musée M[8]
- Roses rouges et jaunes dans un vase en verre , huile sur panneau, 61 × 41 cm, Collection privée[9]
- Nature morte avec homard, huîtres et canard, huile sur toile, 140 × 100 cm, Collection privée[5]
- Nature morte avec des huitres et du champagne, huile sur toile, 57 × 40 cm, Collection privée[10]
- Nature morte avec des fraises, huile sur toile, 48 × 64 cm, Collection privée, Vente 2021[11]
- Nature morte aux marguerites et aux coquelicots, huile sur toile, 76 × 46 cm, Collection privée[12]
- Nature morte aux huitres et moules, huile sur bois, 23 × 32 cm, Collection privée, Vente 2016[13]

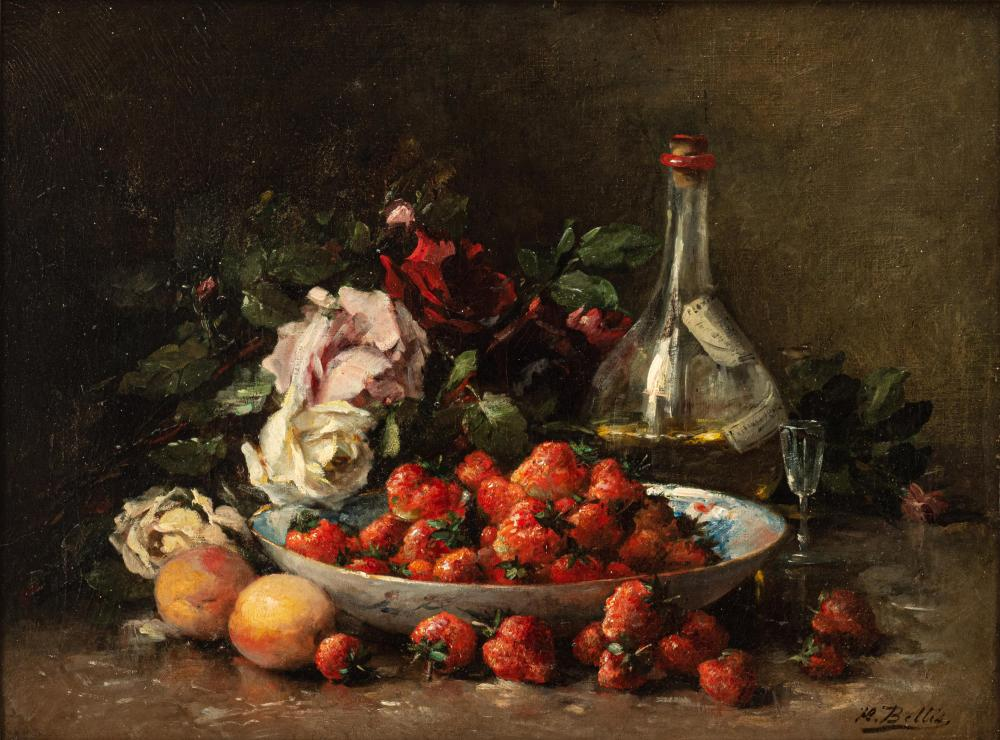
Nature morte avec des fraises Collection privée, Vente 2021
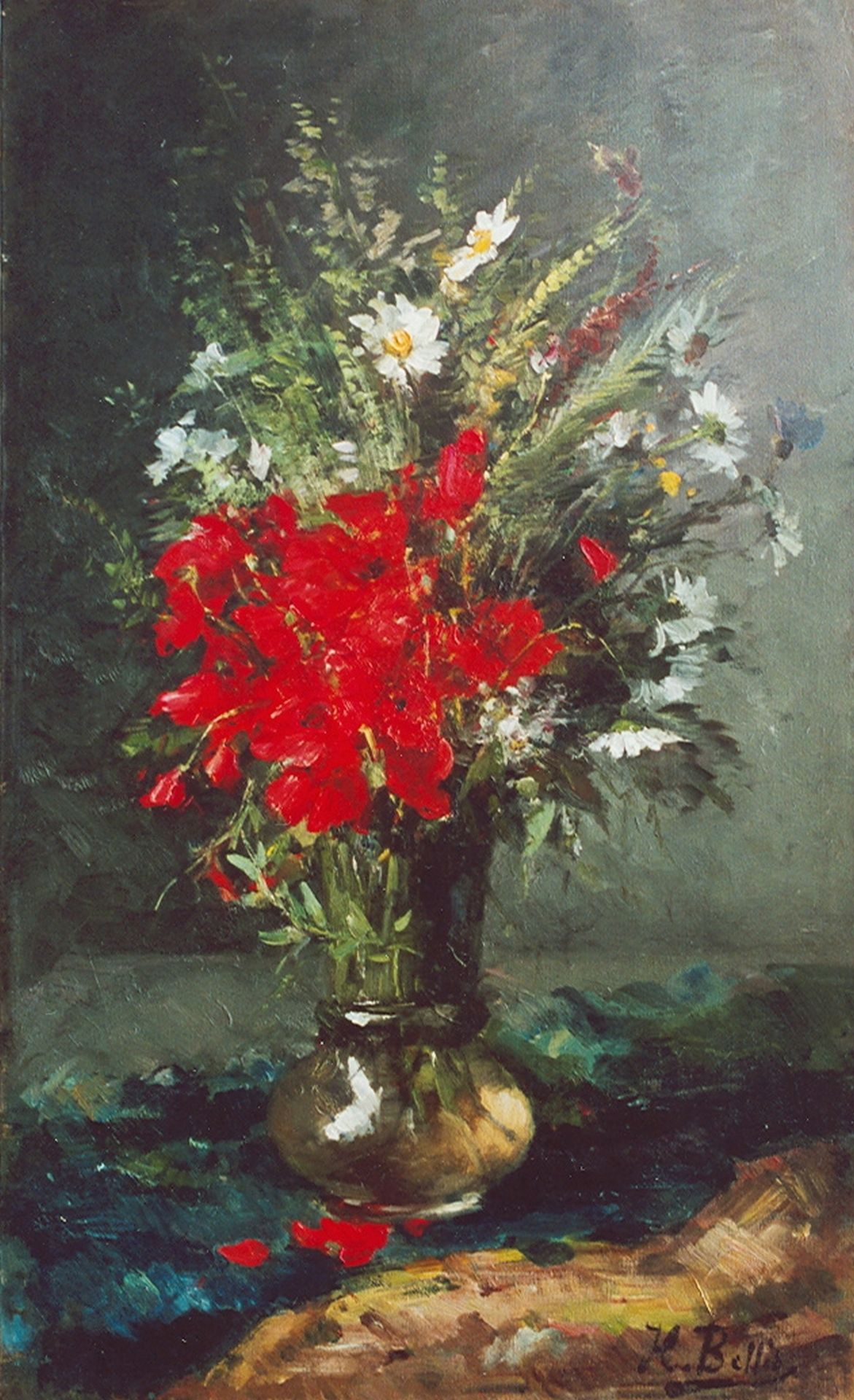
Marguerites et coquelicots Collection privée
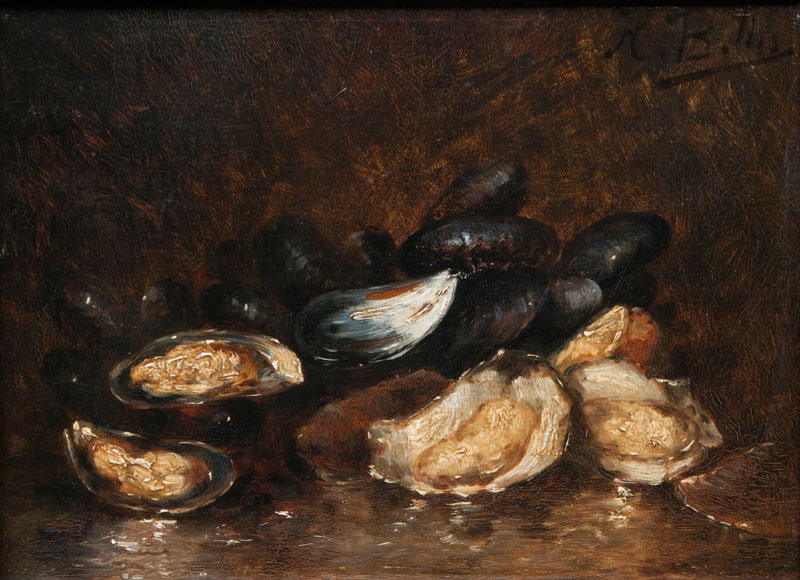
Huitres et moules Collection privée
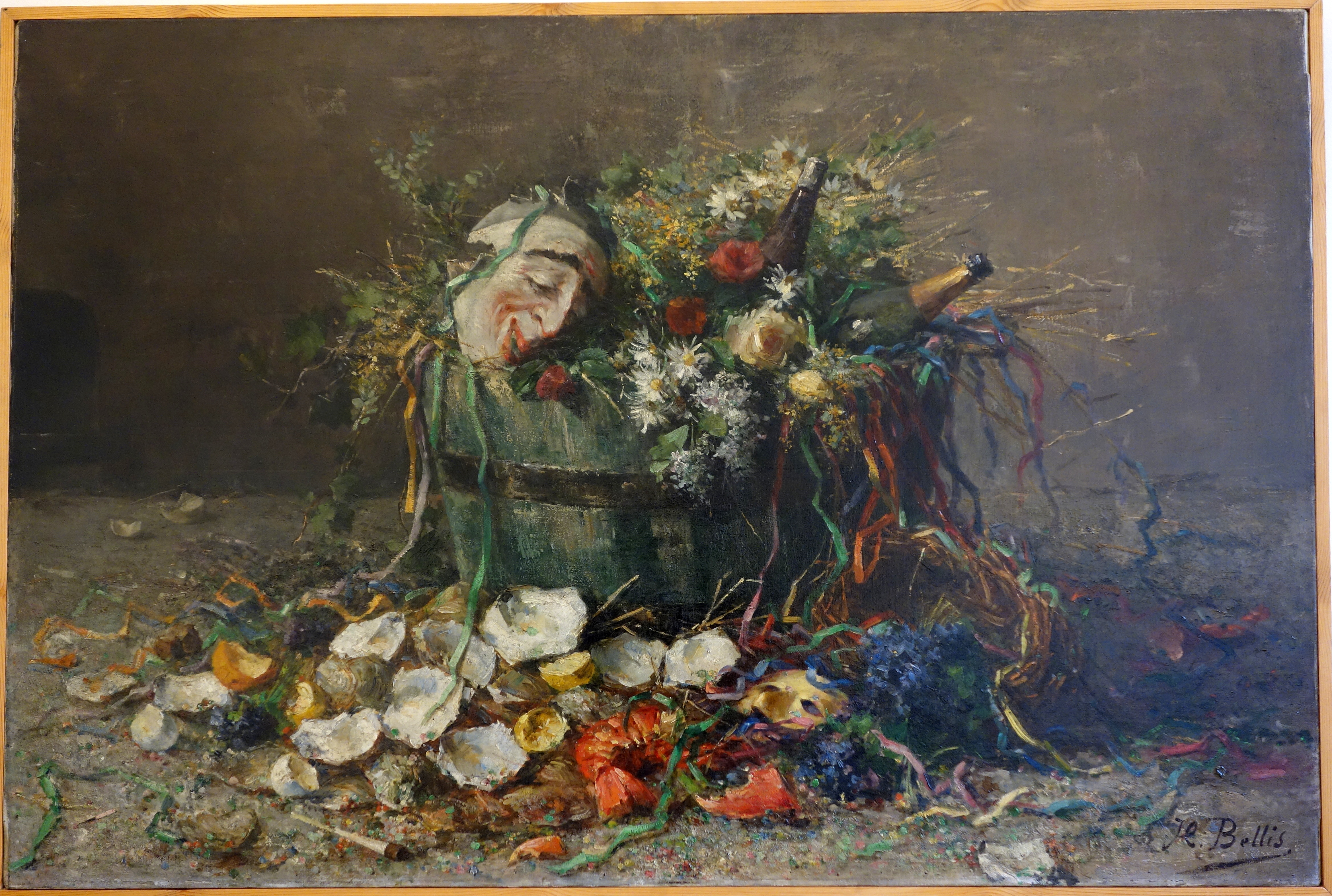
Les Lendemains de carnaval Louvain, Musée M
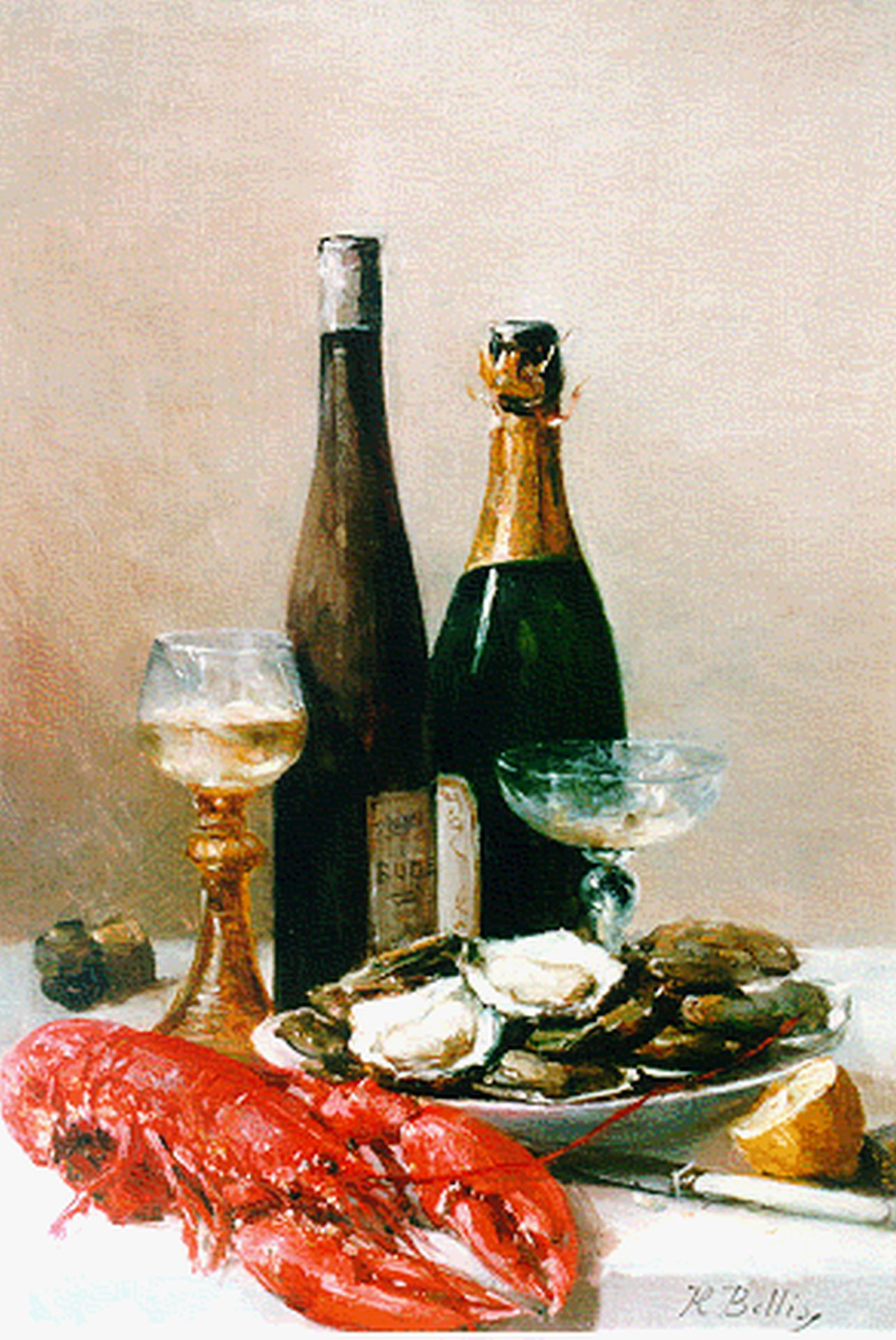
Huitres et champagne Collection privée

## Distinction
- Chevalier de l'ordre de Léopold (Belgique).